# Royalisten tijdens het Tweede Franse Keizerrijk

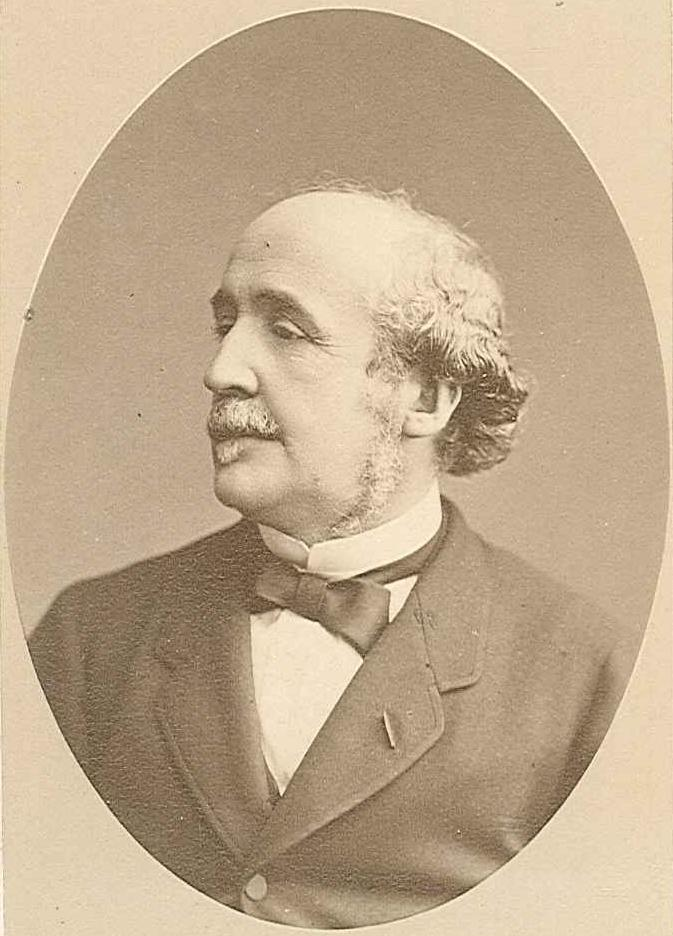
De royalist Albert de Broglie bracht in 1859 zijn werk Vues sur le gouvernement de la France uit, een overzicht van de royalistische standpunten.

De royalisten tijdens het Tweede Franse Keizerrijk vormden een kleinere oppositiestrekking tegen de Franse keizer Napoleon III. De republikeinen maakten tijdens het Tweede Franse Keizerrijk immers de grootste oppositiestrekking uit.
Na de Februarirevolutie van 1848 werd koning Lodewijk Filips I van Frankrijk afgezet en werd de Tweede Franse Republiek opgericht. Enkele jaren later, op 2 december 1851, volgde echter de staatsgreep van president Lodewijk Napoleon Bonaparte, die op 2 december 1852 keizer Napoleon III zou worden toen die het Tweede Franse Keizerrijk op die dag uitriep.
Gedurende dit Tweede Franse Keizerrijk, dat zou bestaan tot de Franse nederlaag in de Frans-Pruisische Oorlog op 4 september 1870, zaten de royalisten in de oppositie. Enkele weken na de staatsgreep, op 22 januari 1852, werden zij reeds getroffen door een decreet dat de bezittingen van de voormalige koninklijke familie in beslag nam, wat onder hen de afkeer van Napoleon III en zijn despotisme voedde.
Bij de parlementsverkiezingen van 1852, die van 1857, die van 1863 en die van 1869 raakten steeds enkele royalisten verkozen, zij het dat zij een zeer kleine minderheid bleven vormen. Op hun hoogtepunt, na de verkiezingen van 1869, bekleedden zij 41 van de 283 zetels in het Wetgevend Lichaam (14,5%).
Hertog Albert de Broglie bracht in 1859 in zijn werk Vues sur le gouvernement de la France een overzicht van de royalistische standpunten. In 1860 zou Charles de Rémusat volgen met zijn werk La politique libérale en in 1868 verscheen La France nouvelle Lucien-Anatole Prévost-Paradol.
Een royalistische standpunt was bijvoorbeeld het pleidooi voor het algemeen stemrecht, zij het onder een volwaardig bicameraal stelsel. Hoewel er tijdens het Tweede Franse Keizerrijk een parlement met twee kamers bestond, werd enkel het Wetgevend Lichaam rechtstreeks door de burgers verkozen. De senatoren werden immers door keizer Napoleon III benoemd. De Senaat had bovendien een beperkte wetgevende bevoegdheid: het kon enkel zogenaamde senatus consulta uitvaardigen.
Andere royalistische standpunten waren onder meer de decentralisatie, waarbij er meer macht zou toekomen aan de departementen, alsook conservatieve opvattingen, zoals de strijd tegen het vervagen van de zeden. Over de staatsvorm namen de royalisten een minder fors standpunt in dan de republikeinen: ook het keizerrijk was ten slotte een monarchie. Wel wilden de royalisten hierbij een combinatie met individuele vrijheden, iets waar ook de republikein Adolphe Thiers bijvoorbeeld voor pleitte in zijn befaamde toespraak over de noodzakelijke vrijheden.
Na de val van het Tweede Franse Keizerrijk volgde de afkondiging van de Derde Franse Republiek. Frankrijk zou ook nadien nooit meer een koninkrijk worden.